# 姚慶章
姚慶章（C. J. Yao/ Ching-Jang Yao，1941年9月16日—2000年11月14日），雲林西螺人，臺灣畫家。

## 生平

### 早年
1941年9月16日出生於雲林西螺。從小即熱愛繪畫，高中就讀台中二中，在高三時決定報考美術系，並拜廖繼春為師，正式學畫，而後考上臺灣省立師範大學（今國立臺灣師範大學）藝術系:14-17。

### 師大時期
姚慶章於1961年進入臺灣省立師範大學藝術系就讀，因不滿足於保守的學院式教學，主動關注世界藝術潮流趨勢並閱讀相關藝文資訊。姚氏在1964年與志同道合的同班同學江賢二（1942－）、顧重光（1943－2020）三人一起組成「年代畫會」，並於臺灣省立博物館（今國立臺灣博物館）舉辦第一屆「年代畫會展」（1964年），展出抽象風格的繪畫作品:23-24。
姚氏於1965年畢業，1967年和同班同學張和珠結婚。在28歲時（1969年）獲得第五屆東京「國際青年藝術家展覽會」榮譽獎，同年也代表臺灣參加第10屆「聖保羅國際雙年展」，其作品還參與各國現代藝術展的展出:27。姚慶章曾受到保羅•克利（Paul Klee, 1879－1940）的影響，而此一時期繪畫作品的風格則接近抽象表現主義（Abstract expressionism）:34:54。姚慶章夫婦的住處在1970年遭遇祝融之災，姚氏早期的作品幾乎都付之一炬:26-27。

### 移居紐約
1970年姚慶章在美國芝加哥地窖畫廊（英語：the Cellar Gallery）舉辦個展，並在年底移居美國紐約。當時紐約時正值超寫實主義（Hyperrealism）發展巔峰時期，姚氏受到美國超寫實主義畫家Richard_Estes及Robert_Cottingham的影響，加上受日常所見的紐約市容景象激發，轉而以照相寫實的手法創作:43:74。
姚慶章在紐約街頭拍照取景後，再以油畫或水彩繪製:74，且不使用超寫實繪畫常用的噴槍而使用畫筆作畫，藉由虛實共存的景像反映出都市的現代化生活景觀:45,72:74。姚氏創作手法與語彙的改變使他在1974年成為紐約路易斯•K•馬歇爾畫廊（Louis K. Meisel Gallery）合作的專屬藝術家之一:46。在此時期姚慶章先後創作出「反映」系列（The Reflection Series）及「影像」系列（The Image Series）。

### 抽象時期（1984-2000）
姚慶章於1983年結束了與路易斯•K•馬歇爾畫廊（Louis K. Meisel Gallery）長達10年的合作，並一改先前照相寫實的畫風，轉以抽象風格創作。藝術史學家王哲雄認為如此的轉變是姚慶章「繼『超寫實主義』刻劃『客觀世界』之後，詮釋自我『主觀世界』的必然發展」:214。姚氏自1984年起開始以抽象風格創作出《第一自然系列》，此系列作品多以色鉛筆表現各式線條與造形，象徵自然界的風、雲、花、草等:77:75。
到了1990年代，姚慶章以抽象表現主義（Abstract expressionism）的手法持續創作出《自然、鳥與大地》系列，畫作中常見「圓」、圖像化的「鳥」、「花」、「樹」、「女體」等元素，分別象徵著自然宇宙與不同的生命意涵:75:214-215。此階段繪畫的載體也不再只侷限在方形的畫布上，姚慶章也嘗試圓形畫布，而1999年至2000年更產生菱形、六邊形的作品，畫面上仍帶有常見的圖像元素與象徵:134-137。在2000年11月14日姚慶章因心肌梗塞逝世於紐約。

## 外部連結
- Louis K. Meisel Gallery官網 （页面存档备份，存于）
- 姚慶章紀念畫展 （页面存档备份，存于）
- 國立歷史博物館典藏姚慶章作品 （页面存档备份，存于）